# Cathédrale Regina Pacis de Long Xuyên

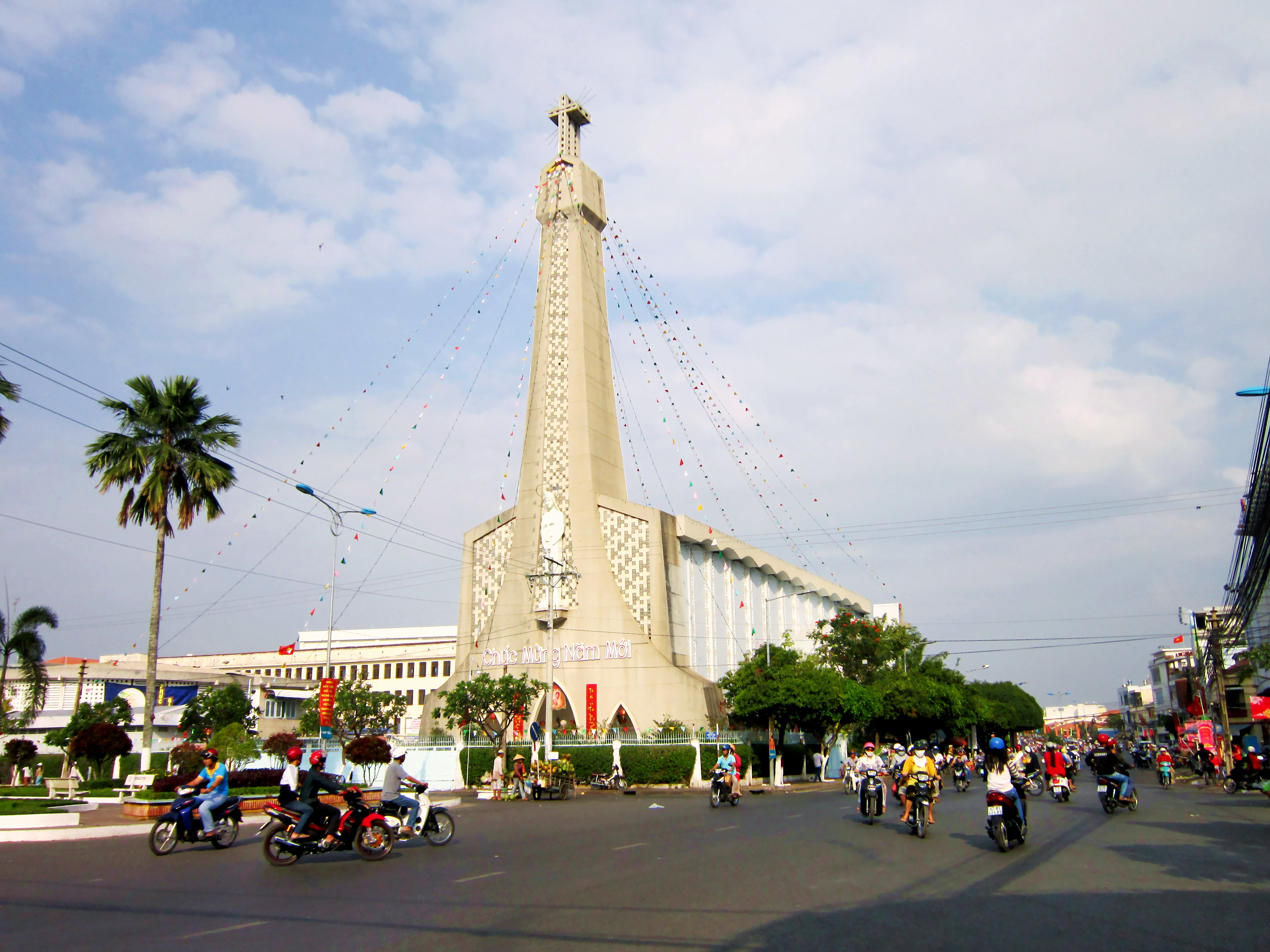
Vue générale.

La cathédrale Regina Pacis ou cathédrale Marie-Reine-de-la-Paix (une des invocations de la Vierge dans les litanies) est la cathédrale catholique du diocèse de Long Xuyên, sise à Long Xuyên au Viêt Nam, dans la province d'An Giang au sud du pays et dans le delta du Mekong.
Le diocèse a été érigé en 1960 par Jean XXIII et la cathédrale consacrée en 1974, encore à l'époque de la république du Sud-Vietnam.
Sa tour, surmontée d'une grande croix, mesure 55 mètres de haut et un grand relief représente la Vierge, sous l'apparence de Notre-Dame de Pontmain.